# União Democrata-Cristã
A União Democrata-Cristã da Alemanha (em alemão:  Christlich Demokratische Union Deutschlands, CDU), também simplesmente chamada de União Democrata-Cristã, é um partido político alemão de centro-direita fundado entre 1945 e 1950.
Em associação com o seu "partido irmão", a União Social-Cristã (CSU), é o segundo maior partido alemão em termos de membros. Federalista, a CDU concorre às eleições em todos os estados federais, com exceção da Baviera, e a CSU, por sua vez, apenas lá. Ambos os partidos formam um grupo parlamentar CDU/CSU (também conhecido como União) no Bundestag.
A CDU foi primeiramente fundada imediatamente após a Segunda Guerra Mundial em 1945 e em uma segunda tentativa na primeira conferência federal do partido em 1950 como um partido cristão não denominacional. Isso a diferenciava do católico Partido do Centro, que personificava os valores democratas-cristãos em toda a República de Weimar. Suas raízes ideológicas são a Doutrina Social da Igreja, o conservadorismo e o ordoliberlismo. Além disso, é notoriamente pró-europeia.
A nível federal, a União como um todo está no governo há mais tempo do que qualquer outro partido alemão desde a fundação da República Federal. Durante muito tempo, a CDU formou uma coligação com o CSU e o Partido Democrático Livre (FDP). De 2005 a 2021, a CDU teve sua membra Angela Merkel como chanceler da Alemanha. Na eleição federal de 2021, ficou em segundo lugar, atrás do Partido Social-Democrata da Alemanha (SPD). Com a posse do governo federal liderado pelo SPD (com Olaf Scholz) em dezembro de 2021, após dezesseis anos de responsabilidade governamental, a CDU voltou ao papel de partido de oposição. Tal como antes, de 1969 a 1982 e 1998 a 2005, os partidos da União lideram a oposição parlamentar de 2021 a 2025, retornando ao poder com a eleição de Friedrich Merz para chanceler na eleição federal de 2025.
A CDU também está representada no parlamento regional de todos os estados federais em que concorre.
Ao lado do SPD, a CDU é considerada uma das duas maiores legendas da história do pós-guerra.

## Visão geral da história
A CDU foi fundada no contexto do colapso do Terceiro Reich, quando a Alemanha estava dividida e ocupada pelas potências aliadas. O partido surgiu como uma tentativa de unir diferentes correntes políticas e religiosas em torno de valores cristãos e democráticos, em oposição ao nazismo e ao comunismo. Seus fundadores também pretendiam criar um partido cristão não denominacional, unindo católicos e protestantes em uma única plataforma.
A CDU foi inicialmente estabelecida em Berlim e na zona de ocupação britânica, mas rapidamente se expandiu para outras regiões da Alemanha Ocidental. Em 1950, realizou seu primeiro congresso nacional, em Goslar, consolidando-se como uma força política unificada. Konrad Adenauer, um dos fundadores do partido, tornou-se seu primeiro líder e o principal arquiteto da reconstrução da Alemanha Ocidental.
Sob a liderança de Adenauer, que serviu como chanceler de 1949 a 1963, o partido promoveu políticas que levaram ao crescimento econômico nacional com base no modelo social de mercado de Ludwig Erhard, assim como à estabilização política. Adenauer também foi fundamental na integração da Alemanha Ocidental na comunidade internacional, incluindo a adesão à OTAN e a reconciliação com a França.
Sob a liderança do chanceler Helmut Kohl, a CDU liderou o processo de reunificação alemã após a queda do Muro de Berlim em 1989. Kohl negociou com líderes internacionais, como o então presidente estadunidense George H. W. Bush e o então líder soviético Mikhail Gorbachev, para garantir o apoio à reunificação. Esse processo foi concluído em 3 de outubro de 1990, quando a Alemanha Oriental foi incorporada à República Federal da Alemanha.
Nos anos 2000, Angela Merkel se tornou líder da CDU. Eleita chanceler em 2005, Merkel é uma das figuras mais emblemáticas do partido e da política alemã. Merkel, que foi a primeira mulher a ocupar o cargo de chanceler, liderou a Alemanha por dezesseis anos, tornando-se uma das líderes mais influentes da Europa e do mundo. Durante seu mandato, enfrentou várias crises, incluindo a recessão global de 2008, a crise da dívida pública europeia, a crise migratória de 2015 (tendo ela enfrentado críticas  por sua postura pró-imigração) e a pandemia de covid-19 em 2020. Por pouco mais de uma década, Merkel governou de maneira pragmática, também sendo uma forte defensora da UE e da cooperação internacional.
Desde a saída de Merkel da liderança do partido e do governo em 2021, a CDU enfrenta desafios como um carência de liderança popular e conciliadora, o ascensão de partidos populistas de direita como a Alternativa à Alemanha (AfD) e o declínio do apoio eleitoral em algumas regiões. 
Após as eleições federais de 2021, a CDU foi relegada à oposição pela primeira vez desde 2005, com a formação de um governo de coalizão entre o SPD, os Verdes e o FDP.

## Plataforma política
A atuação da CDU se baseia nos princípios da democracia cristã, com ênfase no "entendimento cristão dos humanos e suas responsabilidades perante a Deus". No entanto, conta com membros de várias religiões e até mesmo ateus. As políticas do CDU derivam do catolicismo político, da doutrina social da igreja católica e das principais igrejas protestantes da Alemanha. A CDU foi a primeira proponente da economia social de mercado, apesar de ter adotado políticas econômicas liberalistas desde o mandato de Helmut Kohl enquanto chanceler da Alemanha (1982–1998).
No que diz respeito à política externa, o CDU se compromete com a integração europeia e a manter os melhores laços possíveis com os EUA. Tem ressalvas em relação à entrada da Turquia na UE, preferindo manter parcerias privilegiadas com o país. Em adição às violações de direitos humanos, a CDU defende que o não reconhecimento da soberania de Chipre pela Turquia impossibilita sua entrada na UE, uma vez que há na união supranacional a regra de que seus membros devem reconhecer uns aos outros.
Em relação à política interna, a CDU defende a redução da burocracia estatal e a preservação das tradições culturais alemãs. Sendo conservadora, a CDU defende maior punição a criminosos e o envolvimento da Bundeswehr em atividades domésticas de contraterrorismo e de prevenção de catástrofes naturais. No que diz respeito à imigração, defende a integração através de cursos de alemão mas também busca maior controle da imigração. Para o partido, a dupla nacionalidade só deve ser permitida em casos excepcionais.
Na sua campanha de 2005, Angela Merkel não estava disposta a expressar opiniões explicitamente cristãs, ao mesmo tempo que sustentava que o partido nunca tinha perdido o seu conceito de valores. Merkel e o ex-presidente do Bundestag, Norbert Lammert, fizeram questão de esclarecer que mesmo citando a "cultura dominante", a CDU implica "tolerância e convivência".
Na política alemã, os principais oponentes da CDU são a centro-esquerda representada pelo SPD e pelos Verdes, a esquerda representada pelo A Esquerda e a extrema-direita representada pela AfD. Apesar disso, a CDU já governou em dois governos de coligação com o SPD e a nível estadual com os Verdes. O liberal classico FDP é o parceiro preferido do CDU para coligações, uma vez que ambos têm vieses semelhantes no que diz respeito à política fiscal. A CDU proíbe coligações com o A Esquerda. A CDU também proíbe oficialmente qualquer cooperação com a AfD, mas não define claramente o que isso significa, sendo que, nos estados federais do leste, existe tolerância ou cooperação contínua da CDU a nível local e distrital com a AfD.
Sua ala de membros jovens é a União Jovem da Alemanha (Junge Union Deutschlands), a ala feminina é a União das Mulheres (Frauen Union), a ala LGB é a Lésbicas e Gays na União (Lesben und Schwule in der Union) e a ala operária é a Associação Democrata-Cristã dos Trabalhadores (Christlich-Demokratische Arbeitnehmerschaft).

## Resultados eleitorais

### Eleições legislativas
| Data | Líder                | M. Uninominal | M. Uninominal | M. Uninominal | M. Uninominal | M. Proporcional | M. Proporcional | M. Proporcional | M. Proporcional | Deputados | +/-  | Status   |
| Data | Líder                | Cl.           | Votos         | %             | +/-           | Cl.             | Votos           | %               | +/-             | Deputados | +/-  | Status   |
| ---- | -------------------- | ------------- | ------------- | ------------- | ------------- | --------------- | --------------- | --------------- | --------------- | --------- | ---- | -------- |
| 1949 | Konrad Adenauer      |               |               |               |               | 2.º             | 5.978.636       | 25,2%           | Novo            | 115 / 402 | Novo | Governo  |
| 1953 | Konrad Adenauer      | 1.º           | 9.577.659     | 34,8%         |               | 1.º             | 10.016.594      | 36,4%           | 11,2            | 187 / 509 | 82   | Governo  |
| 1957 | Konrad Adenauer      | 1.º           | 11.975.400    | 39,7%         | 4,9           | 1.º             | 11.875.339      | 39,7%           | 3,3             | 222 / 519 | 25   | Governo  |
| 1961 | Konrad Adenauer      | 2.º           | 11.622.995    | 36,8%         | 3,4           | 2.º             | 11.283.901      | 35,8%           | 3,9             | 201 / 521 | 21   | Governo  |
| 1965 | Ludwig Erhard        | 2.º           | 12.631.319    | 38,9%         | 2,6           | 2.º             | 12.387.562      | 38,0%           | 2,2             | 202 / 518 | 1    | Governo  |
| 1969 | Kurt Georg Kiesinger | 2.º           | 12.137.148    | 37,1%         | 1,8           | 2.º             | 12.079.535      | 36,6%           | 1,4             | 201 / 518 | 1    | Oposição |
| 1972 | Rainer Barzel        | 2.º           | 13.304.813    | 35,7%         | 1,4           | 2.º             | 13.190.837      | 35,2%           | 1,4             | 186 / 518 | 15   | Oposição |
| 1976 | Helmut Kohl          | 2.º           | 14.423.157    | 38,3%         | 2,6           | 2.º             | 14.367.302      | 38,0%           | 2,8             | 201 / 518 | 15   | Oposição |
| 1980 | Helmut Kohl          | 2.º           | 13.467.207    | 35,6%         | 2,7           | 2.º             | 12.989.200      | 34,2%           | 3,8             | 185 / 519 | 16   | Oposição |
| 1983 | Helmut Kohl          | 1.º           | 15.943.460    | 41,0%         | 5,4           | 2.º             | 14.857.680      | 38,1%           | 3,9             | 202 / 520 | 17   | Governo  |
| 1987 | Helmut Kohl          | 2.º           | 14.168.527    | 37,5%         | 3,5           | 2.º             | 13.045.745      | 34,4%           | 3,7             | 185 / 519 | 17   | Governo  |
| 1990 | Helmut Kohl          | 1.º           | 17.707.574    | 38,3%         | 0,8           | 1.º             | 17.055.016      | 36,7%           | 2,3             | 268 / 662 | 83   | Governo  |
| 1994 | Helmut Kohl          | 2.º           | 17.473.325    | 37,2%         | 1,1           | 2.º             | 16.089.960      | 34,2%           | 2,5             | 244 / 672 | 24   | Governo  |
| 1998 | Helmut Kohl          | 2.º           | 15.854.215    | 32,2%         | 5,0           | 2.º             | 14.004.908      | 28,4%           | 5,8             | 198 / 669 | 46   | Oposição |
| 2002 | Angela Merkel        | 2.º           | 15.336.512    | 32,1%         | 0,1           | 2.º             | 14.167.561      | 29,5%           | 1,1             | 190 / 603 | 8    | Oposição |
| 2005 | Angela Merkel        | 2.º           | 15.390.950    | 32,6%         | 0,5           | 2.º             | 13.136.740      | 27,8%           | 1,7             | 180 / 614 | 10   | Governo  |
| 2009 | Angela Merkel        | 1.º           | 13.856.674    | 32,0%         | 0,6           | 1.º             | 11.828.277      | 27,3%           | 0,5             | 194 / 622 | 14   | Governo  |
| 2013 | Angela Merkel        | 1.º           | 16.233.642    | 37,2%         | 5,2           | 1.º             | 14.921.877      | 34,1%           | 6,8             | 255 / 631 | 61   | Governo  |
| 2017 | Angela Merkel        | 1.º           | 14.027.804    | 30,2%         | 7,0           | 1.º             | 15.315.576      | 26,8%           | 7,3             | 200 / 709 | 55   | Governo  |
| 2021 | Armin Laschet        | 2.º           | 10.451.524    | 22,5%         | 7,7           | 2.º             | 8.775.471       | 18,9%           | 7,9             | 152 / 736 | 48   | Oposição |
| 2025 | Friederich Merz      | 1.º           | 12.601.967    | 25,5%         | 3,0           | 1.º             | 11.194.700      | 22,5%           | 3,6             | 164 / 630 | 12   | Governo  |

### Eleições europeias
| Data | Cl. | Votos      | %     | +/-     | Deputados | +/-     |
| ---- | --- | ---------- | ----- | ------- | --------- | ------- |
| 1979 | 2.º | 10.883.085 | 39,0% |         | 33 / 81   |         |
| 1984 | 1.º | 9.308.411  | 37,5% | 1,5     | 32 / 81   | 1       |
| 1989 | 2.º | 8.332.846  | 29,5% | 8,0     | 24 / 81   | 8       |
| 1994 | 2.º | 11.346.073 | 31,0% | 2,5     | 39 / 99   | 15      |
| 1999 | 1.º | 10.628.224 | 39,2% | 7,2     | 43 / 99   | 4       |
| 2004 | 1.º | 9.412.009  | 36,5% | 2,7     | 40 / 99   | 3       |
| 2009 | 1.º | 8.071.391  | 30,6% | 5,9     | 34 / 99   | 6       |
| 2014 | 1.º | 8.807.500  | 30,0% | 0,6     | 29 / 96   | 5       |
| 2019 | 1.º | 8.437.093  | 22,5% | 7,5     | 23 / 96   | 6       |
| 2024 | 1.º | 9.431.567  | 23.7% | Aumento | 23 / 96   | Estável |

### Eleições regionais

#### Baden Württemberg
| Data | CI. | Votos     | %            | +/-  | Deputados | +/-     | Status   |
| ---- | --- | --------- | ------------ | ---- | --------- | ------- | -------- |
| 1952 | 1.º | 982 727   | 36,0 / 100,0 |      | 50 / 121  |         | Oposição |
| 1956 | 1.º | 1 392 635 | 42,6 / 100,0 | 6,6  | 56 / 120  | 6       | Governo  |
| 1960 | 1.º | 1 163 352 | 39,5 / 100,0 | 3,1  | 52 / 121  | 4       | Governo  |
| 1964 | 1.º | 1 671 674 | 46,2 / 100,0 | 6,7  | 59 / 120  | 7       | Governo  |
| 1968 | 1.º | 1 718 261 | 44,2 / 100,0 | 2,0  | 60 / 127  | 1       | Governo  |
| 1972 | 1.º | 2 513 808 | 52,9 / 100,0 | 7,7  | 65 / 120  | 6       | Governo  |
| 1976 | 1.º | 2 573 147 | 56,7 / 100,0 | 3,8  | 71 / 121  | 6       | Governo  |
| 1980 | 1.º | 2 407 798 | 53,4 / 100,0 | 3,3  | 68 / 124  | 3       | Governo  |
| 1984 | 1.º | 2 412 085 | 51,9 / 100,0 | 1,5  | 68 / 126  | Estável | Governo  |
| 1988 | 1.º | 2 392 626 | 49,1 / 100,0 | 2,8  | 66 / 125  | 2       | Governo  |
| 1992 | 1.º | 1 960 016 | 39,6 / 100,0 | 9,5  | 64 / 146  | 2       | Governo  |
| 1996 | 1.º | 1 974 619 | 41,3 / 100,0 | 1,7  | 69 / 155  | 5       | Governo  |
| 2001 | 1.º | 2 029 806 | 44,8 / 100,0 | 3,5  | 63 / 128  | 6       | Governo  |
| 2006 | 1.º | 1 748 766 | 44,2 / 100,0 | 0,6  | 69 / 139  | 6       | Governo  |
| 2011 | 1.º | 1 943 912 | 39,0 / 100,0 | 5,2  | 60 / 138  | 9       | Oposição |
| 2016 | 2.º | 1 447 462 | 27,0 / 100,0 | 12,0 | 42 / 143  | 18      | Governo  |

#### Baixa Saxônia
| Data | CI.                            | Votos                          | %                              | +/-                            | Deputados                      | +/-                            | Status   |
| ---- | ------------------------------ | ------------------------------ | ------------------------------ | ------------------------------ | ------------------------------ | ------------------------------ | -------- |
| 1947 | 2.º                            | 489 322                        | 19,9 / 100,0                   |                                | 30 / 149                       |                                | Governo  |
| 1951 | Coligação com o Partido Alemão | Coligação com o Partido Alemão | Coligação com o Partido Alemão | Coligação com o Partido Alemão | Coligação com o Partido Alemão | Coligação com o Partido Alemão | Oposição |
| 1955 | 2.º                            | 894 018                        | 26,6 / 100,0                   |                                | 43 / 159                       |                                | Governo  |
| 1959 | 2.º                            | 1 058 687                      | 30,8 / 100,0                   | 4,2                            | 51 / 157                       | 8                              | Oposição |
| 1963 | 2.º                            | 1 351 449                      | 37,7 / 100,0                   | 6,9                            | 62 / 149                       | 11                             | Oposição |
| 1967 | 2.º                            | 1 491 092                      | 41,8 / 100,0                   | 4,1                            | 63 / 149                       | 1                              | Governo  |
| 1970 | 2.º                            | 1 771 698                      | 45,7 / 100,0                   | 3,9                            | 74 / 149                       | 11                             | Oposição |
| 1974 | 1.º                            | 2 098 096                      | 48,8 / 100,0                   | 3,1                            | 77 / 155                       | 3                              | Oposição |
| 1978 | 1.º                            | 1 989 326                      | 48,7 / 100,0                   | 0,1                            | 83 / 155                       | 6                              | Governo  |
| 1982 | 1.º                            | 2 118 137                      | 50,7 / 100,0                   | 2,0                            | 87 / 171                       | 4                              | Governo  |
| 1986 | 1.º                            | 1 903 559                      | 44,3 / 100,0                   | 6,4                            | 69 / 155                       | 18                             | Governo  |
| 1990 | 2.º                            | 1 771 974                      | 42,0 / 100,0                   | 2,3                            | 67 / 155                       | 2                              | Oposição |
| 1994 | 2.º                            | 1 547 610                      | 36,4 / 100,0                   | 5,6                            | 67 / 161                       | Estável                        | Oposição |
| 1998 | 2.º                            | 1 549 227                      | 35,9 / 100,0                   | 0,5                            | 62 / 157                       | 5                              | Oposição |
| 2003 | 1.º                            | 1 925 055                      | 48,3 / 100,0                   | 12,4                           | 91 / 183                       | 29                             | Governo  |
| 2008 | 1.º                            | 1 455 687                      | 42,5 / 100,0                   | 5,8                            | 68 / 152                       | 23                             | Governo  |
| 2013 | 1.º                            | 1 287 549                      | 36,0 / 100,0                   | 6,5                            | 54 / 137                       | 14                             | Oposição |
| 2017 | 1.º                            | 1 413 990                      | 33,6 / 100,0                   | 2,4                            | 50 / 137                       | 4                              | Governo  |

#### Berlim
| Data             | CI.              | Votos            | %                | +/-              | Deputados        | +/-              | Status           |
| Berlim Ocidental | Berlim Ocidental | Berlim Ocidental | Berlim Ocidental | Berlim Ocidental | Berlim Ocidental | Berlim Ocidental | Berlim Ocidental |
| ---------------- | ---------------- | ---------------- | ---------------- | ---------------- | ---------------- | ---------------- | ---------------- |
| 1948             | 2.º              | 258 664          | 19,4 / 100,0     |                  | 26 / 119         |                  | Governo          |
| 1950             | 2.º              | 361 050          | 24,6 / 100,0     | 5,2              | 34 / 127         | 8                | Governo          |
| 1954             | 2.º              | 467 117          | 30,4 / 100,0     | 5,8              | 44 / 127         | 10               | Governo          |
| 1958             | 2.º              | 609 097          | 37,7 / 100,0     | 6,3              | 55 / 133         | 11               | Governo          |
| 1963             | 2.º              | 448 459          | 28,8 / 100,0     | 8,9              | 41 / 140         | 14               | Oposição         |
| 1967             | 2.º              | 479 945          | 32,9 / 100,0     | 4,1              | 47 / 137         | 6                | Oposição         |
| 1971             | 2.º              | 553 422          | 38,2 / 100,0     | 5,3              | 54 / 138         | 7                | Oposição         |
| 1975             | 1.º              | 585 605          | 42,6 / 100,0     | 4,4              | 67 / 147         | 13               | Oposição         |
| 1979             | 1.º              | 570 174          | 44,4 / 100,0     | 1,8              | 63 / 135         | 4                | Oposição         |
| 1981             | 1.º              | 605 265          | 48,0 / 100,0     | 3,6              | 65 / 132         | 2                | Governo          |
| 1985             | 1.º              | 577 867          | 46,4 / 100,0     | 1,6              | 69 / 144         | 4                | Governo          |
| 1989             | 1.º              | 453 211          | 37,7 / 100,0     | 8,7              | 55 / 138         | 14               | Oposição         |
| Berlim Unificada |                  |                  |                  |                  |                  |                  |                  |
| 1990             | 1.º              | 815 382          | 40,4 / 100,0     |                  | 101 / 241        |                  | Governo          |
| 1995             | 1.º              | 625 005          | 37,4 / 100,0     | 3,0              | 87 / 206         | 14               | Governo          |
| 1999             | 1.º              | 637 311          | 40,8 / 100,0     | 3,4              | 76 / 169         | 11               | Governo          |
| 2001             | 2.º              | 385 692          | 23,8 / 100,0     | 17,0             | 35 / 141         | 41               | Oposição         |
| 2006             | 2.º              | 294 026          | 21,3 / 100,0     | 2,5              | 37 / 149         | 2                | Oposição         |
| 2011             | 2.º              | 341 158          | 23,3 / 100,0     | 2,0              | 39 / 149         | 2                | Governo          |
| 2016             | 2.º              | 287 997          | 17,6 / 100,0     | 5,7              | 31 / 160         | 8                | Oposição         |

#### Brandemburgo
| Data | CI. | Votos   | %            | +/-  | Deputados | +/- | Status   |
| ---- | --- | ------- | ------------ | ---- | --------- | --- | -------- |
| 1990 | 2.º | 374 572 | 29,4 / 100,0 |      | 27 / 88   |     | Oposição |
| 1994 | 2.º | 200 700 | 18,7 / 100,0 | 10,7 | 18 / 88   | 9   | Oposição |
| 1999 | 2.º | 292 634 | 26,6 / 100,0 | 7,9  | 25 / 89   | 7   | Governo  |
| 2004 | 3.º | 227 062 | 19,4 / 100,0 | 7,2  | 20 / 88   | 5   | Governo  |
| 2009 | 3.º | 274 825 | 19,8 / 100,0 | 0,4  | 19 / 88   | 1   | Oposição |
| 2014 | 2.º | 226 835 | 23,0 / 100,0 | 3,2  | 21 / 88   | 2   | Governo  |

#### Bremen
| Data | CI. | Votos   | %            | +/-  | Deputados | +/-     | Status   |
| ---- | --- | ------- | ------------ | ---- | --------- | ------- | -------- |
| 1946 | 2.º | 125 307 | 18,9 / 100,0 |      | 12 / 80   |         | Oposição |
| 1947 | 2.º | 48 118  | 22,0 / 100,0 | 3,1  | 24 / 100  | 12      | Oposição |
| 1951 | 4.º | 30 172  | 9,0 / 100,0  | 13,0 | 9 / 100   | 15      | Governo  |
| 1955 | 2.º | 65 749  | 18,0 / 100,0 | 9,0  | 18 / 100  | 9       | Governo  |
| 1959 | 2.º | 56 849  | 14,8 / 100,0 | 3,2  | 16 / 100  | 2       | Oposição |
| 1963 | 2.º | 114 222 | 28,9 / 100,0 | 14,1 | 31 / 100  | 15      | Oposição |
| 1967 | 2.º | 119 647 | 29,5 / 100,0 | 0,6  | 32 / 100  | 1       | Oposição |
| 1971 | 2.º | 139 423 | 31,6 / 100,0 | 2,1  | 34 / 100  | 2       | Oposição |
| 1975 | 2.º | 145 306 | 33,8 / 100,0 | 2,2  | 35 / 100  | 1       | Oposição |
| 1979 | 2.º | 129 985 | 31,9 / 100,0 | 1,9  | 33 / 100  | 2       | Oposição |
| 1983 | 2.º | 136 635 | 33,3 / 100,0 | 1,4  | 37 / 100  | 4       | Oposição |
| 1987 | 2.º | 91 334  | 23,4 / 100,0 | 9,9  | 25 / 100  | 12      | Oposição |
| 1991 | 2.º | 113 512 | 30,7 / 100,0 | 7,3  | 32 / 100  | 7       | Oposição |
| 1995 | 2.º | 112 301 | 32,6 / 100,0 | 1,9  | 37 / 100  | 5       | Governo  |
| 1999 | 2.º | 108 050 | 37,1 / 100,0 | 4,5  | 42 / 100  | 5       | Governo  |
| 2003 | 2.º | 86 819  | 29,8 / 100,0 | 7,3  | 29 / 100  | 13      | Governo  |
| 2007 | 2.º | 70 728  | 25,6 / 100,0 | 4,2  | 23 / 83   | 6       | Oposição |
| 2011 | 3.º | 266 483 | 20,4 / 100,0 | 5,2  | 20 / 83   | 3       | Oposição |
| 2015 | 2.º | 261 929 | 22,4 / 100,0 | 2,0  | 20 / 83   | Estável | Oposição |

#### Hamburgo
| Data    | CI.                   | Votos                 | %                     | +/-                   | Deputados             | +/-                   | Status   |
| ------- | --------------------- | --------------------- | --------------------- | --------------------- | --------------------- | --------------------- | -------- |
| 1946    | 2.º                   | 749 153               | 26,7 / 100,0          |                       | 16 / 110              |                       | Oposição |
| 1949    | Aliança com FDP e DKP | Aliança com FDP e DKP | Aliança com FDP e DKP | Aliança com FDP e DKP | Aliança com FDP e DKP | Aliança com FDP e DKP | Oposição |
| 1953    | Bloco Hamburgo        | Bloco Hamburgo        | Bloco Hamburgo        | Bloco Hamburgo        | Bloco Hamburgo        | Bloco Hamburgo        | Governo  |
| 1957    | 2.º                   | 330 991               | 32,2 / 100,0          |                       | 41 / 120              |                       | Oposição |
| 1961    | 2.º                   | 287 619               | 29,1 / 100,0          | 3,1                   | 36 / 120              | 5                     | Oposição |
| 1966    | 2.º                   | 284 501               | 30,0 / 100,0          | 0,9                   | 38 / 120              | 2                     | Oposição |
| 1970    | 2.º                   | 329 337               | 32,8 / 100,0          | 2,8                   | 41 / 120              | 3                     | Oposição |
| 1974    | 2.º                   | 423 912               | 40,6 / 100,0          | 7,8                   | 51 / 120              | 10                    | Oposição |
| 1978    | 2.º                   | 360 409               | 37,6 / 100,0          | 3,0                   | 51 / 120              | Estável               | Oposição |
| 06/1982 | 1.º                   | 413 361               | 43,2 / 100,0          | 5,6                   | 56 / 120              | 5                     | Oposição |
| 12/1982 | 2.º                   | 398 518               | 38,6 / 100,0          | 4,6                   | 48 / 120              | 8                     | Oposição |
| 1986    | 1.º                   | 402 081               | 41,9 / 100,0          | 3,3                   | 54 / 120              | 6                     | Oposição |
| 1987    | 2.º                   | 398 686               | 40,5 / 100,0          | 1,4                   | 49 / 120              | 5                     | Oposição |
| 1991    | 2.º                   | N/D                   | 35,1 / 100,0          | 5,4                   | 44 / 121              | 5                     | Oposição |
| 1993    | 2.º                   | N/D                   | 25,1 / 100,0          | 10,0                  | 36 / 121              | 8                     | Oposição |
| 1997    | 2.º                   | 252 640               | 30,7 / 100,0          | 5,6                   | 46 / 121              | 10                    | Oposição |
| 2001    | 2.º                   | 223 015               | 26,2 / 100,0          | 4,5                   | 33 / 121              | 13                    | Governo  |
| 2004    | 1.º                   | 389 170               | 47,2 / 100,0          | 21,0                  | 63 / 121              | 30                    | Governo  |
| 2008    | 1.º                   | 331 067               | 42,6 / 100,0          | 4,6                   | 56 / 121              | 7                     | Governo  |
| 2011    | 2.º                   | 753 805               | 21,9 / 100,0          | 20,7                  | 28 / 121              | 28                    | Oposição |
| 2015    | 2.º                   | 561 377               | 15,9 / 100,0          | 6,0                   | 20 / 121              | 8                     | Oposição |

#### Hesse
| Data | CI. | Votos     | %            | +/-  | Deputados | +/-     | Status   |
| ---- | --- | --------- | ------------ | ---- | --------- | ------- | -------- |
| 1946 | 2.º | 498 158   | 31,0 / 100,0 |      | 35 / 90   |         | Governo  |
| 1950 | 3.º | 348 148   | 18,8 / 100,0 | 12,2 | 12 / 80   | 23      | Oposição |
| 1954 | 2.º | 603 691   | 24,1 / 100,0 | 5,3  | 24 / 96   | 12      | Oposição |
| 1958 | 2.º | 843 041   | 32,0 / 100,0 | 7,9  | 32 / 96   | 8       | Oposição |
| 1962 | 2.º | 760 435   | 28,8 / 100,0 | 3,2  | 28 / 96   | 4       | Oposição |
| 1966 | 2.º | 745 409   | 26,4 / 100,0 | 2,4  | 26 / 96   | 2       | Oposição |
| 1970 | 2.º | 1 248 453 | 39,7 / 100,0 | 13,3 | 46 / 110  | 20      | Oposição |
| 1974 | 1.º | 1 528 793 | 47,3 / 100,0 | 7,6  | 53 / 110  | 7       | Oposição |
| 1978 | 1.º | 1 575 445 | 46,0 / 100,0 | 1,3  | 53 / 110  | Estável | Oposição |
| 1982 | 1.º | 1 580 989 | 45,6 / 100,0 | 0,4  | 52 / 110  | 1       | Oposição |
| 1983 | 2.º | 1 329 292 | 39,4 / 100,0 | 6,2  | 44 / 110  | 8       | Oposição |
| 1987 | 1.º | 1 395 411 | 42,1 / 100,0 | 2,7  | 47 / 110  | 3       | Governo  |
| 1991 | 2.º | 1 195 965 | 40,2 / 100,0 | 1,9  | 46 / 110  | 1       | Oposição |
| 1995 | 1.º | 1 084 146 | 39,2 / 100,0 | 1,0  | 45 / 110  | 1       | Oposição |
| 1999 | 1.º | 1 215 783 | 43,4 / 100,0 | 4,2  | 50 / 110  | 5       | Governo  |
| 2003 | 1.º | 1 333 863 | 48,8 / 100,0 | 5,4  | 56 / 110  | 6       | Governo  |
| 2008 | 1.º | 1 009 775 | 36,8 / 100,0 | 12,0 | 42 / 110  | 14      | Oposição |
| 2009 | 1.º | 963 763   | 37,2 / 100,0 | 0,4  | 46 / 110  | 4       | Governo  |
| 2013 | 1.º | 1 199 633 | 38,3 / 100,0 | 1,1  | 47 / 110  | 1       | Governo  |

#### Mecklemburgo-Pomerânia Ocidental
| Data | CI. | Votos   | %            | +/- | Deputados | +/- | Status   |
| ---- | --- | ------- | ------------ | --- | --------- | --- | -------- |
| 1990 | 1.º | N/D     | 38,3 / 100,0 |     | 29 / 66   |     | Governo  |
| 1994 | 1.º | 368 206 | 37,7 / 100,0 | 0,6 | 30 / 71   | 1   | Governo  |
| 1998 | 2.º | 327 948 | 30,2 / 100,0 | 7,5 | 24 / 71   | 6   | Oposição |
| 2002 | 2.º | 316 511 | 31,4 / 100,0 | 1,2 | 25 / 71   | 1   | Oposição |
| 2006 | 2.º | 235 350 | 28,8 / 100,0 | 2,6 | 22 / 71   | 3   | Governo  |
| 2011 | 2.º | 156 969 | 23,0 / 100,0 | 5,8 | 18 / 71   | 4   | Governo  |
| 2016 | 3.º | 153 115 | 19,0 / 100,0 | 4,0 | 16 / 71   | 2   | Governo  |

#### Renânia do Norte-Vestfália
| Data | CI. | Votos     | %            | +/-  | Deputados | +/-     | Status   |
| ---- | --- | --------- | ------------ | ---- | --------- | ------- | -------- |
| 1947 | 1.º | 1 889 581 | 37,6 / 100,0 |      | 92 / 216  |         | Governo  |
| 1950 | 1.º | 2 286 644 | 36,9 / 100,0 | 0,7  | 93 / 215  | 1       | Governo  |
| 1954 | 1.º | 2 855 988 | 41,3 / 100,0 | 4,4  | 90 / 200  | 3       | Governo  |
| 1958 | 1.º | 4 011 419 | 50,5 / 100,0 | 9,2  | 104 / 200 | 14      | Governo  |
| 1962 | 1.º | 3 752 116 | 46,4 / 100,0 | 4,1  | 96 / 200  | 4       | Governo  |
| 1966 | 2.º | 3 653 184 | 42,8 / 100,0 | 3,6  | 86 / 200  | 10      | Oposição |
| 1970 | 1.º | 4 020 186 | 46,3 / 100,0 | 3,5  | 95 / 200  | 9       | Oposição |
| 1975 | 1.º | 4 828 554 | 47,1 / 100,0 | 0,8  | 95 / 200  | Estável | Oposição |
| 1980 | 2.º | 4 240 885 | 43,2 / 100,0 | 3,9  | 95 / 201  | Estável | Oposição |
| 1985 | 2.º | 3 463 656 | 36,5 / 100,0 | 6,7  | 88 / 227  | 7       | Oposição |
| 1990 | 2.º | 3 409 953 | 36,7 / 100,0 | 0,2  | 89 / 237  | 1       | Oposição |
| 1995 | 2.º | 3 124 758 | 37,7 / 100,0 | 1,0  | 89 / 221  | Estável | Oposição |
| 2000 | 2.º | 2 712 176 | 37,0 / 100,0 | 0,7  | 88 / 231  | 1       | Oposição |
| 2005 | 1.º | 3 696 506 | 44,8 / 100,0 | 7,8  | 89 / 187  | 1       | Governo  |
| 2010 | 1.º | 2 681 700 | 34,6 / 100,0 | 10,2 | 67 / 181  | 22      | Oposição |
| 2012 | 2.º | 2 050 321 | 26,3 / 100,0 | 8,3  | 67 / 237  | Estável | Oposição |
| 2017 | 1.º | 2 796 683 | 33,0 / 100,0 | 6,7  | 72 / 199  | 5       | Governo  |

#### Renânia-Palatinado
| Data | CI. | Votos     | %            | +/-     | Deputados | +/-     | Status   |
| ---- | --- | --------- | ------------ | ------- | --------- | ------- | -------- |
| 1947 | 1.º | 547 875   | 47,2 / 100,0 |         | 48 / 101  |         | Governo  |
| 1951 | 1.º | 563 274   | 39,2 / 100,0 | 8,0     | 43 / 100  | 5       | Governo  |
| 1955 | 1.º | 741 384   | 46,8 / 100,0 | 7,6     | 51 / 100  | 8       | Governo  |
| 1959 | 1.º | 829 236   | 48,4 / 100,0 | 1,8     | 52 / 100  | 1       | Governo  |
| 1963 | 1.º | 777 838   | 44,4 / 100,0 | 4,0     | 46 / 100  | 6       | Governo  |
| 1967 | 1.º | 861 142   | 48,7 / 100,0 | 4,3     | 49 / 100  | 3       | Governo  |
| 1971 | 1.º | 1 012 847 | 50,0 / 100,0 | 1,3     | 52 / 100  | 3       | Governo  |
| 1975 | 1.º | 1 143 360 | 53,9 / 100,0 | 3,9     | 55 / 100  | 3       | Governo  |
| 1979 | 1.º | 1 094 480 | 50,1 / 100,0 | 3,8     | 51 / 100  | 4       | Governo  |
| 1983 | 1.º | 1 306 090 | 51,9 / 100,0 | 1,8     | 57 / 100  | 6       | Governo  |
| 1987 | 1.º | 981 412   | 45,1 / 100,0 | 6,8     | 48 / 100  | 9       | Governo  |
| 1991 | 2.º | 822 449   | 38,7 / 100,0 | 6,4     | 40 / 101  | 8       | Oposição |
| 1996 | 2.º | 798 166   | 38,7 / 100,0 | Estável | 41 / 101  | 1       | Oposição |
| 2001 | 2.º | 647 238   | 35,3 / 100,0 | 3,4     | 38 / 101  | 3       | Oposição |
| 2006 | 2.º | 574 329   | 32,8 / 100,0 | 2,5     | 38 / 101  | Estável | Oposição |
| 2011 | 2.º | 658 474   | 35,3 / 100,0 | 2,5     | 41 / 101  | 3       | Oposição |
| 2016 | 2.º | 677 507   | 31,8 / 100,0 | 3,5     | 35 / 101  | 6       | Oposição |

#### Sarre
| Data | CI. | Votos   | %            | +/-  | Deputados | +/-     | Status   |
| ---- | --- | ------- | ------------ | ---- | --------- | ------- | -------- |
| 1955 | 1.º | 149 525 | 25,4 / 100,0 |      | 14 / 50   |         | Governo  |
| 1960 | 1.º | 195 060 | 36,6 / 100,0 | 11,2 | 19 / 50   | 5       | Governo  |
| 1965 | 1.º | 254 143 | 42,7 / 100,0 | 6,1  | 23 / 50   | 4       | Governo  |
| 1970 | 1.º | 308 107 | 47,8 / 100,0 | 5,1  | 27 / 50   | 4       | Governo  |
| 1975 | 1.º | 347 094 | 49,1 / 100,0 | 1,3  | 25 / 50   | 2       | Governo  |
| 1980 | 2.º | 305 594 | 44,0 / 100,0 | 5,1  | 23 / 50   | 2       | Governo  |
| 1985 | 2.º | N/D     | 37,3 / 100,0 | 6,7  | 20 / 51   | 3       | Oposição |
| 1990 | 2.º | N/D     | 33,4 / 100,0 | 3,9  | 18 / 51   | 2       | Oposição |
| 1994 | 2.º | N/D     | 38,6 / 100,0 | 5,4  | 21 / 51   | 3       | Oposição |
| 1999 | 1.º | 253 856 | 45,5 / 100,0 | 6,9  | 26 / 51   | 5       | Governo  |
| 2004 | 1.º | 209 690 | 47,5 / 100,0 | 2,0  | 27 / 51   | 1       | Governo  |
| 2009 | 1.º | 184 537 | 34,5 / 100,0 | 13,0 | 19 / 51   | 8       | Governo  |
| 2012 | 1.º | 169 617 | 35,2 / 100,0 | 0,7  | 19 / 51   | Estável | Governo  |
| 2017 | 1.º | 217 263 | 40,7 / 100,0 | 5,5  | 24 / 51   | 3       | Governo  |

#### Saxónia
| Data | CI. | Votos     | %            | +/-  | Deputados | +/- | Status  |
| ---- | --- | --------- | ------------ | ---- | --------- | --- | ------- |
| 1990 | 1.º | 1 417 332 | 53,8 / 100,0 |      | 92 / 160  |     | Governo |
| 1994 | 1.º | 1 119 883 | 58,1 / 100,0 | 4,3  | 77 / 120  | 15  | Governo |
| 1999 | 1.º | 1 231 254 | 56,9 / 100,0 | 1,2  | 76 / 120  | 1   | Governo |
| 2004 | 1.º | 855 203   | 41,1 / 100,0 | 15,8 | 55 / 124  | 21  | Governo |
| 2009 | 1.º | 722 983   | 40,2 / 100,0 | 0,9  | 58 / 132  | 3   | Governo |
| 2014 | 1.º | 645 414   | 39,4 / 100,0 | 0,8  | 59 / 126  | 1   | Governo |

#### Saxónia-Anhalt
| Data | CI. | Votos   | %            | +/-  | Deputados | +/- | Status   |
| ---- | --- | ------- | ------------ | ---- | --------- | --- | -------- |
| 1990 | 1.º | N/D     | 39,0 / 100,0 |      | 48 / 106  |     | Governo  |
| 1994 | 1.º | 390 077 | 34,4 / 100,0 | 4,6  | 37 / 99   | 11  | Oposição |
| 1998 | 2.º | 329 282 | 22,0 / 100,0 | 12,4 | 28 / 116  | 9   | Oposição |
| 2002 | 1.º | 433 521 | 37,3 / 100,0 | 15,3 | 48 / 115  | 20  | Governo  |
| 2006 | 1.º | 326 721 | 36,2 / 100,0 | 1,1  | 40 / 97   | 7   | Governo  |
| 2011 | 1.º | 323 019 | 32,5 / 100,0 | 3,8  | 41 / 105  | 1   | Governo  |
| 2016 | 1.º | 334 139 | 29,8 / 100,0 | 2,7  | 30 / 87   | 10  | Governo  |

#### Schleswig-Holstein
| Data | CI. | Votos   | %            | +/-  | Deputados | +/-     | Status   |
| ---- | --- | ------- | ------------ | ---- | --------- | ------- | -------- |
| 1947 | 2.º | 365 534 | 34,0 / 100,0 |      | 21 / 70   |         | Oposição |
| 1950 | 3.º | 258 961 | 19,8 / 100,0 | 14,2 | 16 / 69   | 5       | Governo  |
| 1954 | 2.º | 384 875 | 32,2 / 100,0 | 12,4 | 25 / 69   | 9       | Governo  |
| 1958 | 1.º | 540 774 | 44,4 / 100,0 | 12,2 | 33 / 69   | 8       | Governo  |
| 1962 | 1.º | 516 073 | 45,0 / 100,0 | 0,6  | 34 / 69   | 1       | Governo  |
| 1967 | 1.º | 566 950 | 46,0 / 100,0 | 1,0  | 34 / 73   | Estável | Governo  |
| 1971 | 1.º | 737 120 | 51,9 / 100,0 | 5,9  | 40 / 73   | 6       | Governo  |
| 1975 | 1.º | 758 227 | 50,4 / 100,0 | 1,5  | 37 / 73   | 3       | Governo  |
| 1979 | 1.º | 757 664 | 48,3 / 100,0 | 2,1  | 37 / 73   | Estável | Governo  |
| 1983 | 1.º | 814 557 | 49,0 / 100,0 | 0,7  | 39 / 74   | 2       | Governo  |
| 1987 | 2.º | 660 484 | 42,6 / 100,0 | 6,4  | 33 / 74   | 6       | Governo  |
| 1988 | 2.º | 521 264 | 33,3 / 100,0 | 9,3  | 27 / 74   | 6       | Oposição |
| 1992 | 2.º | 503 510 | 33,8 / 100,0 | 0,5  | 32 / 89   | 5       | Oposição |
| 1996 | 2.º | 559 107 | 37,2 / 100,0 | 3,4  | 30 / 75   | 2       | Oposição |
| 2000 | 2.º | 515 421 | 35,2 / 100,0 | 2,0  | 33 / 89   | 3       | Oposição |
| 2005 | 1.º | 576 095 | 40,2 / 100,0 | 5,0  | 30 / 69   | 3       | Governo  |
| 2009 | 1.º | 505 612 | 31,5 / 100,0 | 8,7  | 34 / 95   | 4       | Governo  |
| 2012 | 1.º | 408 637 | 30,8 / 100,0 | 0,7  | 22 / 69   | 12      | Oposição |
| 2017 | 1.º | 471 460 | 32,0 / 100,0 | 1,2  | 25 / 73   | 3       | Governo  |

#### Turíngia
| Data | CI. | Votos   | %            | +/-  | Deputados | +/- | Status   |
| ---- | --- | ------- | ------------ | ---- | --------- | --- | -------- |
| 1990 | 1.º | 637 055 | 45,4 / 100,0 |      | 44 / 89   |     | Governo  |
| 1994 | 1.º | 605 608 | 42,6 / 100,0 | 2,8  | 42 / 88   | 2   | Governo  |
| 1999 | 1.º | 592 474 | 51,0 / 100,0 | 8,4  | 49 / 88   | 7   | Governo  |
| 2004 | 1.º | 434 088 | 43,0 / 100,0 | 8,0  | 45 / 88   | 4   | Governo  |
| 2009 | 1.º | 329 302 | 31,2 / 100,0 | 11,8 | 30 / 88   | 15  | Governo  |
| 2014 | 1.º | 315 104 | 33,5 / 100,0 | 2,3  | 34 / 91   | 4   | Oposição |

## Chanceleres da CDU
A CDU esteve no poder na Alemanha Ocidental durante a maior parte da existência do país, incluindo 20 anos ininterruptos entre os governos de Konrad Adenauer, Ludwig Erhard e Kurt Georg Kiesinger. Após treze anos fora do poder, retornou na figura do chanceler Helmut Kohl, que liderou a reunificação alemã em 1990 e permaneceu no poder até 1998. Após um mandato de sete anos do social-democrata Gerhard Schröder, a CDU retornou ao poder com Angela Merkel, a primeira mulher e primeira pessoa nascida durante o período em que o país estava dividido em Alemanha Ocidental e Alemanha Oriental eleita chanceler.
| Chanceler da Alemanha | Mandato    |
| --------------------- | ---------- |
| Konrad Adenauer       | 1949–1963  |
| Ludwig Erhard         | 1963–1966  |
| Kurt Georg Kiesinger  | 1966–1969  |
| Helmut Kohl           | 1982–1998  |
| Angela Merkel         | 2005–2021  |
| Friedrich Merz        | desde 2025 |